# Zawada (powiat słupski)
Zawada (kaszb. Szlabóma, niem. Schlagbaum) – osada kaszubska w Polsce położona w województwie pomorskim, w powiecie słupskim, w gminie Główczyce w pradolinie Łeby. Wieś wchodzi w skład sołectwa Podole Wielkie.
W latach 1975–1998 miejscowość administracyjnie należała do województwa słupskiego.

## Nazwa
Współczesna nazwa Zawada w znaczeniu „przeszkoda” jest kalką pierwotnej niemieckiej nazwy Schlagbaum, wzmiankowanej po raz pierwszy w 1865. Jest to nazwa kulturowa wyprowadzona od nazwy pospolitej Schlagbaum „zapora, przegroda”. 
Rada Języka Kaszubskiego proponuje opartą na polskiej kaszubską formę nazwy Zôwada.